# Zeilen op de Paralympische Zomerspelen

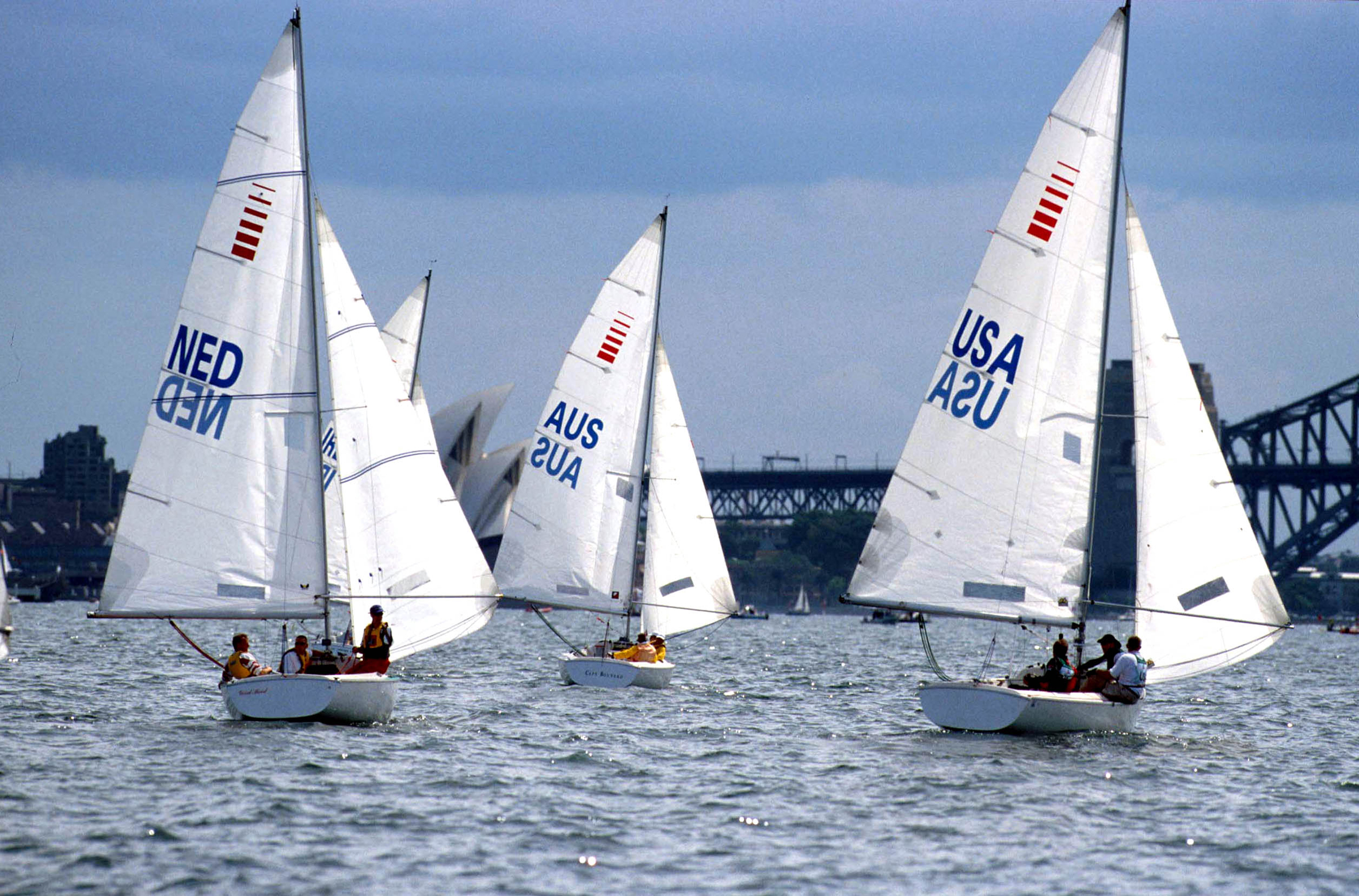
Zeilen tijdens de Paralympische Zomerspelen 2000, Nederland, Australië, Verenigde Staten.

Zeilen is een van de sporten die op het programma van de Paralympische Spelen staan. De sport is toegankelijk voor onder meer sporters met een amputatie, hersenverlamming, visuele beperking en verlammingen.De sport staat onder auspiciën van de International Association for Disabled Sailing (IFDS).

## Regels
De boten zijn meestal aangepast en hebben een kiel. Dit verhoogt de stabiliteit. Verder is de boot zo open mogelijk zodat de zeilers meer bewegingsruimte hebben.

## Boottypen
Er wordt in drie klassen gezeild, mannen en vrouwen door elkaar. De tweepersoonsboot is alleen toegankelijk voor sporters met zware beperkingen, de een- en driepersoonsboten zijn toegankelijk voor alle klassen.
- 2.4mR: een eenpersoonsboot van 4,1 meter lang en een gewicht van 260 kg. De boten hebben een kiel. De zeiler zit in het midden van de boot en de hele boot kan vanaf die plek worden bestuurd en genavigeerd.
- SKUD 18: een tweepersoonsboot met een kiel. De boten zijn 5,8 meter lang en wegen minstens 380 kg. De zeilers moeten tijdens de Spelen in het midden van de boot zitten; een voor en een achter. De boten hebben drie zeilen; het hoofdzeil, de fok en de spinaker.
- Sonar: een driepersoonsboot met een vaste kiel. De lengte is zo'n 7 meter en het gewicht is 950 kg. De boot heeft drie zeilen; het hoofdzeil, de fok en de spinaker. Bij de Paralympische Spelen wordt echter alleen met het hoofdzeil en de fok gezeild. De grootte van de Sonars maakt het mogelijk om de boot dusdanig in te richten dat voldoende hulpmiddelen kunnen worden aangebracht zodat ook de zwaar gehandicapten mee kunnen zeilen.

## Classificatie
Het classificatiesysteem bij zeilen is gebaseerd op vier factoren: stabiliteit, handfunctie, mobiliteit en zicht. De zeilers worden ingedeeld met punten op basis van hun beperkingen. Deze punten gaan van 1 tot 7 waarbij 1 betekent dat een persoon veel beperkingen heeft en 7 dat de persoon weinig beperkingen heeft.
In de driepersoonskielboot mogen de classificaties van de zeilers een maximaal puntenaantal van 14 niet overschrijden. Dit maakt het mogelijk voor zeilers met veel beperkingen om deel te nemen aan de Paralympics.

## Geschiedenis
Zeilen was in 1996 een demonstratiesport in een vierpersoonsboot. Vier jaar later in Sydney stond het voor het eerst op het programma met twee evenementen de 2.4mR eenpersoonsboot en de Sonar driepersoonsboot. In 2008 kwam daar de SKUD 18 tweepersoonsboot bij.